# リサの妖精伝説 -FAIRY TALE-
「リサの妖精伝説 -FAIRY TALE-」（-ようせいでんせつ フェアリー・テール）は、立花理佐の12インチ・シングルである。1988年8月24日発売。
このページのタイトル「リサの妖精伝説 -FAIRY TALE-」とはアルバムタイトルで、シングル「リサの妖精伝説 -FAIRY TALE-」とは別音源である。

## 解説
- シングル「リサの妖精伝説 -FAIRY TALE-」のロング・ヴァージョン「リサの妖精伝説 -FAIRY TALE- （EXTENDED VERSION）」を収録したシングルである。
- 音楽市場においてCD主流になり始めた1988年当時としては珍しく、CD（XT15-5030）と同時にLPサイズのアナログ盤（T12-112）とカセットテープ（ZT12-5293）も発売された作品で、先発の「リサの妖精伝説」収録の「リサの妖精伝説 -FAIRY TALE-」の12インチ版の作品で、アルバム未収録トラックである。
- M-1「リサの妖精伝説 -FAIRY TALE- （EXTENDED VERSION）」の演奏時間だけでも11分7秒という非常に長い楽曲である。
- M-2「スロー・ダンスは踊らない （DANCE VERSION）」の演奏時間は8分11秒である。また、DANCE VERSIONでないショートヴァージョンとして、「スロー・ダンスは踊らない」が3rdアルバム『Wooh』に収録されている。

## 収録曲
- 全曲作詞：松本隆 作曲：筒美京平 編曲：小林武史

1. リサの妖精伝説 -FAIRY TALE- （EXTENDED VERSION）
2. スロー・ダンスは踊らない （DANCE VERSION）

## 収録作品
オリジナルアルバム
- Wooh（3rdアルバム）

リサの妖精伝説 -FAIRY TALE-
スロー・ダンスは踊らない
ベストアルバム
- GOLDEN☆BEST 立花理佐

リサの妖精伝説 -FAIRY TALE-
スロー・ダンスは踊らない （DANCE VERSION）
NEW BEST 1500 立花理佐
リサの妖精伝説 -FAIRY TALE-